# Font del Barbot

La Font del Barbot, respecte del terme de Castellcir

La Font del Barbot és una font del terme municipal de Castellcir, a la comarca del Moianès.
Està situada en el paratge del Barbot, a ponent del torrent del Soler a prop i al nord-oest del lloc on s'aboca el torrent de la Font del Pardal. És al costat del Pou de glaç de la Font del Barbot.